# Komitat Belovár-Kőrös
Komitat Belovár-Kőrös (węg. Belovár-Kőrös vármegye, chorw. Bjelovarsko-križevačka županija) – komitat Królestwa Węgier i Trójjedynego Królestwa Chorwacji, Slawonii i Dalmacji. W 1910 roku liczył 332 592 mieszkańców, a jego powierzchnia wynosiła 5050 km².
Graniczył z komitatami: Varasd, Somogy, Verőce, Pozsega i Zágráb. Jego północną granicę stanowiła rzeka Drawa.